# Melissa Manchester
Melissa Manchester, född 15 februari 1951 i Bronx i New York, är en amerikansk sångerska och låtskrivare. Hon har också framträtt som skådespelerska på TV, i filmer och på scen. 
Melissa Manchester vann en Grammy Award för Best Female Pop Vocal Performance med låten "You Should Hear How She Talks About You" 1983.

## Diskografi (urval)
Album
- 1973 – Home to Myself (US #156)
- 1974 – Bright Eyes (US #159)
- 1975 – Melissa (US #12)
- 1976 – Better Days and Happy Endings (US #24)
- 1976 – Help Is on the Way (US #60)
- 1977 – Singin'... (US #60)
- 1978 – Don't Cry Out Loud (US #33)
- 1979 – Melissa Manchester (US #63)
- 1980 – For the Working Girl (US #68)
- 1982 – Hey Ricky (US #19)
- 1983 – Emergency (US #135)
- 1985 – Mathematics (US #144)
- 1989 – Tribute
- 1995 – If My Heart Had Wings
- 1997 – Joy
- 1998 – The Colors of Christmas
- 1998 – I Sent a Letter to My Love (musikal inspelad av L.A. Theatre Works)
- 2004 – When I Look Down That Road
- 2015 – You Gotta Love the Life
- 2017 – The Fellas

Singlar (topp 10 på Billboard Hot 100 och/eller Adult Contemporary)
- 1975 – "Midnight Blue" (US #6, US AC #1)
- 1975 – "Just Too Many People" (US AC #2)
- 1976 – "Just You and I" (US AC #3)
- 1976 – "Better Days" (US AC #9)
- 1978 – "Don't Cry Out Loud" (US #10, US AC #9)
- 1980 – "Fire in the Morning" (US AC #8)
- 1982 – "You Should Hear How She Talks About You" (US #5, US AC #10)
- 1989 – "Walk on By" (US AC #6)

## Filmografi (urval)
- 1986 – Mästerdetektiven Basil Mus
- 1982–1987 – Fame (TV-serie)
- 1991 – For the Boys
- 1993–1995 – Blossom (TV-serie)
- 2010 – Dirty Girl